# Panamerikanische Spiele 2019/Leichtathletik – 110 m Hürden der Männer

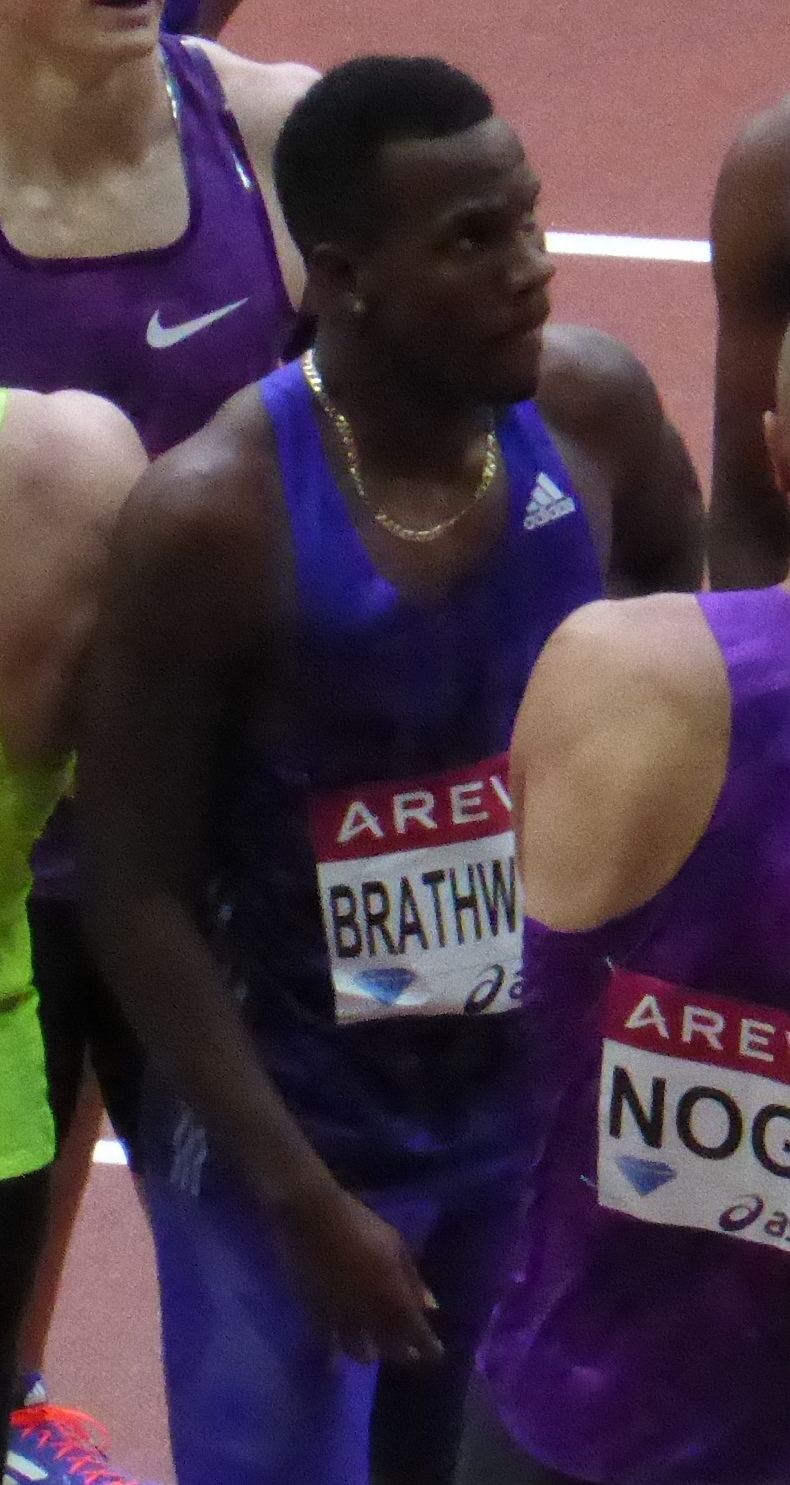
Shane Brathwaite (2015) gewann die Goldmedaille

Der 110-Meter-Hürdenlauf der Männer bei den Panamerikanischen Spielen 2019 fand am 9. und 10. August im Villa Deportiva Nacional in der peruanischen Hauptstadt Lima statt.
13 Läufer aus neun Ländern traten zu den Läufen an. Die Goldmedaille gewann Shane Brathwaite nach 13,31 s, Silber ging an Freddie Crittenden mit 13,32 s und die Bronzemedaille gewann Eduardo Rodrique mit 13,48 s.

## Rekorde
Vor dem Wettbewerb galten folgende Rekorde:
| Weltrekord        | Aries Merritt | 12,80 s | Memorial Van Damme, Brüssel, Belgien       | 7. September 2012 |
| Rekord der Spiele | David Oliver  | 13,07 s | Panamerikanische Spiele in Toronto, Kanada | 24. Juli 2015     |

## Halbfinale
Aus den zwei Halbfinalläufen qualifizierten sich die jeweils drei Ersten jedes Laufes – hellblau unterlegt – und zusätzlich die zwei Zeitschnellsten – hellgrün unterlegt – für das Finale.

### Lauf 1
9. August 2019, 15:30 Uhr

Wind: −0,9 m/s
| Platz | Bahn | Athlet             | Land                | Zeit (s) |
| ----- | ---- | ------------------ | ------------------- | -------- |
| 1     | 2    | Freddie Crittenden | Vereinigte Staaten  | 13,53    |
| 2     | 9    | Greggmar Swift     | Barbados            | 13,59    |
| 3     | 4    | Eduardo de Deus    | Brasilien           | 13,63    |
| 4     | 8    | Fanor Escobar      | Kolumbien           | 13,63    |
| 5     | 5    | Roger Iribarne     | Kuba                | 13,79    |
| 6     | 7    | Ruebin Walters     | Trinidad und Tobago | 13,88 SB |
| 7     | 6    | Javier McFarlane   | Peru                | 14,20    |
|       | 3    | Johnathan Cabral   | Kanada              | DNS      |

### Lauf 2
9. August 2019, 15:40 Uhr

Wind: −0,5 m/s
| Platz | Bahn | Athlet              | Land                         | Zeit (s) |
| ----- | ---- | ------------------- | ---------------------------- | -------- |
| 1     | 4    | Gabriel Constantino | Brasilien                    | 13,42    |
| 2     | 7    | Shane Brathwaite    | Barbados                     | 13,49    |
| 3     | 9    | Jarret Eaton        | Vereinigte Staaten           | 13,71    |
| 4     | 6    | Yohan Chaverra      | Kolumbien                    | 13,81    |
| 5     | 5    | Jeffrey Julmis      | Haiti                        | 14,02    |
|       | 8    | Orlando Bennett     | Jamaika                      | DSQ 1    |
|       | 3    | Eddie Lovett        | Amerikanische Jungferninseln | DNS      |

## Finale
10. August 2019, 14:40 Uhr

Wind: +1,8 m/s
| Platz | Bahn | Athlet              | Land               | Zeit (s) |
| ----- | ---- | ------------------- | ------------------ | -------- |
|       | 7    | Shane Brathwaite    | Barbados           | 13,31 SB |
|       | 6    | Freddie Crittenden  | Vereinigte Staaten | 13,32    |
|       | 8    | Eduardo de Deus     | Brasilien          | 13,48    |
| 4     | 4    | Greggmar Swift      | Barbados           | 13,51    |
|       | 9    | Jarret Eaton        | Vereinigte Staaten | DNF      |
|       | 5    | Gabriel Constantino | Brasilien          | DNF      |
|       | 3    | Fanor Escobar       | Kolumbien          | DSQ 2    |
|       | 2    | Roger Iribarne      | Kuba               | DSQ 2    |